# Excoecaria obtusa
Excoecaria obtusa är en törelväxtart som beskrevs av Elmer Drew Merrill. Excoecaria obtusa ingår i släktet Excoecaria och familjen törelväxter.
Artens utbredningsområde är Filippinerna. Inga underarter finns listade i Catalogue of Life.